# Plator bowo
Plator bowo är en spindelart som beskrevs av Zhu et al. 2006. Plator bowo ingår i släktet Plator och familjen Trochanteriidae. Inga underarter finns listade i Catalogue of Life.